# إرنست-عمر جينجراس
إرنست-عمر جينجراس هو سياسي كندي، ولد في 18 فبراير 1887 في كيبك في كندا، وتوفي في 11 سبتمبر 1983 في Fleurimont, Quebec ‏ في كندا. نشط حزبياً في الحزب الليبرالي الكندي. وقد انتخب عمدة وانتخب عضو مجلس العموم الكندي.